# Drymusa spectata
Espèce
Drymusa spectata est une espèce d'araignées aranéomorphes de la famille des Drymusidae.

## Distribution
Cette espèce est endémique de province de Sancti Spíritus à Cuba,. Elle se rencontre dans l'Escambray.

## Description
La carapace du mâle holotype mesure 2,30 mm de long sur 1,70 mm et l'abdomen 2,20 mm de long sur 2,10 mm et la carapace de la femelle paratype mesure 2,70 mm de long sur 2,05 mm et l'abdomen 3,10 mm de long sur 1,80 mm.

## Systématique et taxinomie
Cette espèce a été décrite par Alayón en 1981.

## Publication originale
- Alayón, 1981 : « El género Drymusa (Araneae: Loxoscelidae) en Cuba. » Poeyana, no 219, p. 1-19.